# Principio di reciprocità (elettromagnetismo)
Il principio di reciprocità nelle antenne, è una conseguenza delle equazioni di Maxwell ed è usato per dimostrare che esiste una relazione di tipo generale tra i parametri che caratterizzano il comportamento direzionale dell'antenna in trasmissione (TX) ed in ricezione (RX).
Si ha che:
{\displaystyle \forall (\theta ,\varphi ):A{(\theta ,\varphi )}={\dfrac {\lambda ^{2}\,G(\theta ,\varphi )}{4\pi }}}
dove
{\displaystyle A_{\text{eff}}(\theta ,\varphi )} è l'area efficace ovvero quel parametro per cui moltiplicare la densità di potenza per ottenere la potenza ricevuta in condizioni di adattamento.
{\displaystyle \lambda } la lunghezza d'onda del segnale in trasmissione/ricezione, ovvero velocità della luce diviso frequenza di lavoro.
{\displaystyle G(\theta ,\varphi )} guadagno dell'antenna.